# Rio Bratoşa
O Rio Bratoşa (em húngaro: Bratósá) é um rio da Romênia afluente do Rio Someşul Mare, localizado no distrito de Bistriţa-Năsăud.